# Medien in Sambia
Die Medien in Sambia sind, soweit sie politisch ausgerichtet sind, weitgehend in staatlichem Besitz. Es ist jedoch seit der Pluralisierung nach sambischem Recht relativ einfach, einen Sender oder eine Zeitung zu gründen. Seitdem gibt es in Sambia eine Presselandschaft, die diesen Namen verdient, auch wenn die Lizenzvergabe restriktiv gehandhabt wird. Artikel 20 Absatz 1 der sambischen Verfassung garantiert die Redefreiheit, Absatz 2 die Pressefreiheit, doch Absatz 3 räumt die Möglichkeit ein, diese Freiheiten "in Übereinstimmung mit den Grundsätzen einer demokratischen Gesellschaft einzuschränken".
Sambia hat
- eine Nachrichtenagentur
- vier Fernsehsender
- acht Radiosender
- drei Tageszeitungen
- fünf Wochenzeitschriften
- fünf Monatszeitschriften

## Nachrichtenagenturen
- Zambia News Agency (ZANA)
 Gegründet 1969, staatseigen, Sitz ist Mass Media Complex, Second Floor, Alick Nkhata road, Lusaka mit Regionalbüros in Kabwe, Ndola, Mansa, Kasama, Chipata, Livingstone, Mongu, Solwezi, also in allen Provinzhauptstädten. Chefredakteur ist Villie Lombanya.

## Fernsehen
- Zambia National Broadcasting Corporation (ZNBC)
 ZNBC ist staatseigen und die Senderreichweite national. Ihr Sitz befindet sich im Mass Media Complex, Alick Nkhata Road, Lusaka. Der Intendant der ZNBC ist Peter Nangula.
- MUVI TV
 Privatsender in Zusammenarbeit mit niederländischen (Dutch NOS Jeugdjournaal) und südafrikanischen Partnern (South African public station SABC). Der Direktor ist Steve Nyirenda. Der Sender erreicht zurzeit nur das Gebiet um Lusaka, will aber ab 2006 auch in anderen Provinzen die Sendung aufnehmen.
- Cable and Satellite Television (CASAT)
 Pay-TV-Sender, 1300 Abonnenten in ganz Sambia mit einer Zunahme von 12,5 Prozent jährlich. Der Direktor ist Fridah Mudenda.
- Trinity Broadcasting Corporation
 ein christlicher Sender in US-amerikanischem Besitz.

## Radio
- Radio 1, 2, 4
 Teil von ZNBC, staatseigen, 4 sendet auf Englisch, 1 in sieben nationalen Sprachen und 2 abwechselnd in den Sprachen. Sitz ist das Broadcasting House in Lusaka.
- Radio Phoenix
 privat, kommerziell mit Sitz in Kabwe. Sendet auf Englisch. Direktor ist Errol Hickey. Radio Phoenix wurde am 2. September 1997 und im August 2001 durch Lizenzentzug geschlossen. Die für diesen Sender arbeitenden Journalisten sind schon des Öfteren von Sicherheitskräften gejagt und bedrängt worden.
- Radio QFM
 privater Musiksender mit Sitz in Lusaka.
- Radio Choice
 Hat seinen Sitz im 22nd Floor, Findeco House, Lusaka. Direktor ist Lusubilo Gondwe.
- Radio 5FM
 privat
- Radio Yatsani
 privat, katholischer Sender mit Sitz in Lusaka. Direktor ist Schwester Janet Fearns.
- Radio Christian Voice
 privat, kirchlich, Kurzwelle, unterschiedliche Frequenzen. Sitz in Kapiri Mposhi, Radio Christian Voice International in Lusaka.
- Radio Icengelo
 privat, im Besitz der Katholischen Kirche mit Sitz in Kitwe und dem Copperbelt als Sendegebiet, unterschiedliche Frequenzen. Direktor ist Don Spicer.

## Tageszeitungen
- Times of Zambia
ist die größte Tageszeitung in Sambia. Sie erscheint werktäglich auf Englisch. Ihre Berichterstattung ist international orientiert. Die Redaktion hat ihren Sitz in Kabelenga Avenue, P. O. Box 70069, Ndola. Zeitung und Verlag sind in staatlichem Besitz. Die Auflage ist unbekannt. Chefredakteur ist Emmanuel Nyirenda.
- Zambia Daily Mail
 Sie erscheint werktäglich auf Englisch. Ihr Sitz ist P.O. Box 31421, Lusaka. Sie ist eine staatseigene Tageszeitung mit starker Orientierung auf Berichte über nationale Ereignisse. Die Auflage ist unbekannt. Chefredakteur ist Charles Kakoma.
- The Post
 Sie erscheint fünfmal wöchentlich auf Englisch. Sie ist eine private Tageszeitung. Freitags liegt die Beilage Weekend Post bei. Ihre Berichterstattung ist international orientiert. Die Redaktion hat ihren Sitz in 36 Bwinjimfumu Road Rhodespark, P/Bag E352, Lusaka. Die Auflage ist unbekannt. Chefredakteur ist Fred M'membe.

## Wochenzeitschriften
- Sunday Times of Zambia
 Sie erscheint wöchentlich auf Englisch und ist die Sonntagsausgabe der Times of Zambia, doch mit eigenständiger Reaktion unter P. O. Box 30394, Lusaka. Die Auflage ist unbekannt. Chefredakteur ist Arnold Kapelembi.
- Sunday Mail
 Gehört zur Zeitung Zambia Daily Mail. Sie erscheint wöchentlich auf Englisch und ist staatseigen. Ihr Sitz ist P.O. Box 31421, Lusaka. Die Auflage ist unbekannt. Chefredakteur ist Nebat Mbewe.
- Financial Mail
 Gehört zur Zeitung Zambia Daily Mail. Sie erscheint zweiwöchentlich auf Englisch und ist staatseigen. Ihr Sitz ist P.O. Box 31421, Lusaka. Die Auflage ist unbekannt. Chefredakteur ist Bestone Ngonga.
- National Mirror
 kirchlich, doch von mehreren Kirchlichen Organisationen betrieben, erscheint zweiwöchentlich. Die Auflage ist unbekannt. Chefredakteur ist unbekannt.
- Monitor
 Er ist unabhängig und erscheint zweiwöchentlich auf Englisch. Der Sitz ist P.O. Box 31145, Lusaka. Chefredakteur ist Ngande Mwanajiti. Die Auflage ist unbekannt.

## Monatszeitschriften
- The Zambian
 Konkretes ist aus der Webpräsenz nicht zu erschließen. Nationale Berichterstattung mit Entertainment. Die Auflage ist unbekannt.
- Profit
 Er erscheint monatlich auf Englisch. Sitz ist P. O. Box 32104, Lusaka. Chefredakteur ist David Simpson. Die Auflage ist unbekannt. Der Titel soll sich ableiten von: Produktion, Finanzierung, Technologie (PROFIT), woraus die Anteile in sambischen Erzeugnissen zu erschließen sind, nämlich ganz überwiegend Arbeit. Beim Orden der Benediktiner hieß dies Prinzip noch ganz schlicht: Ora et labora.
- Icengelo
 Sie erscheint monatlich auf Englisch und Bemba. Ihr Sitz ist P.O. Box 71581, Ndola. Ihr Chefredakteur ist Vater Davoli Umberto. Die Auflage ist unbekannt.
- The Zambia Farmer
 Er erscheint monatlich auf Englisch. Die Auflage ist unbekannt. Sitz ist P.O. Box 30395, Lusaka. Chefredakteur ist Kali Muluzi.
- Zambezi Times
 Konkretes ist aus der Webpräsenz nicht zu erschließen. Offenbar keine Tageszeitung, sondern Monatszeitschrift, eher ein Spartenblatt mit schöngeistiger Ausrichtung. Die Auflage ist unbekannt.